# 莫羅阿
莫羅阿是哥倫比亞的城鎮，位於該國北部，由蘇克雷省負責管轄，距離首府辛塞萊霍15公里，始建於1855年，面積161平方公里，海拔高度156米，2005年人口12,784。

## 外部連結
- （西班牙文） Gobernacion de Sucre - Morroa
- （西班牙文） Morroa official website

9°20′N 75°19′W / 9.333°N 75.317°W